# Seguin de Lugny
 (septembre 2022).
Seguin de Lugny, mort le 19 mai 1262, est un évêque de Mâcon du milieu du XIIIe siècle.

## Biographie

### Origines
Seguin de Lugny est issu de la famille de Lugny, originaire Lugny, en Haut-Mâconnais.

### Carrière ecclésiastique
Seguin de Lugny est chanoine puis doyen du chapitre de la cathédrale Saint-Vincent (fonction qu'il occupait déjà en 1231).
Il est évêque de Mâcon à la toute fin de 1242, appelé à succéder à l'évêque Aymon (mort de maladie en 1242). 
Il assiste en 1245 au premier concile œcuménique de Lyon. 
Peu après, le 8 décembre de la même année, le pape Innocent IV, accompagné du roi Louis IX, est reçu à Mâcon, à la demande du prélat, pour y célébrer la cérémonie de consécration de l'église de Saint-Pierre-hors-les-Murs, en présence de douze cardinaux, trois patriarches et sept évêques.
Il meurt le 19 mai 1262, après avoir fait don à son Église de ses biens de Davayé et de Saint-Mauris et désigné pour son successeur Jean de Damas (que Seguin de Lugny avait fait venir à Mâcon en provenance du diocèse d'Auxerre où il était official et grand-chantre du chapitre, pour lui donner un canonicat, sans doute dans la perspective de sa succession).